# Ahmed Adnan Saygun

Ahmet Adnan Saygun, 1988

Ahmed Adnan Saygun (* 7. September 1907 in İzmir; † 6. Januar 1991 in İstanbul) war ein türkischer Komponist, Musiker und Musikwissenschaftler, der in der 1923 gegründeten Türkischen Republik zu den führenden Vertretern einer auf die westliche Klassik zielenden Reform der türkischen Musik gehörte. Er gehörte zu den Türkischen Fünf, der Gruppe der ersten professionellen Komponisten der Türkei.

## Ausbildung

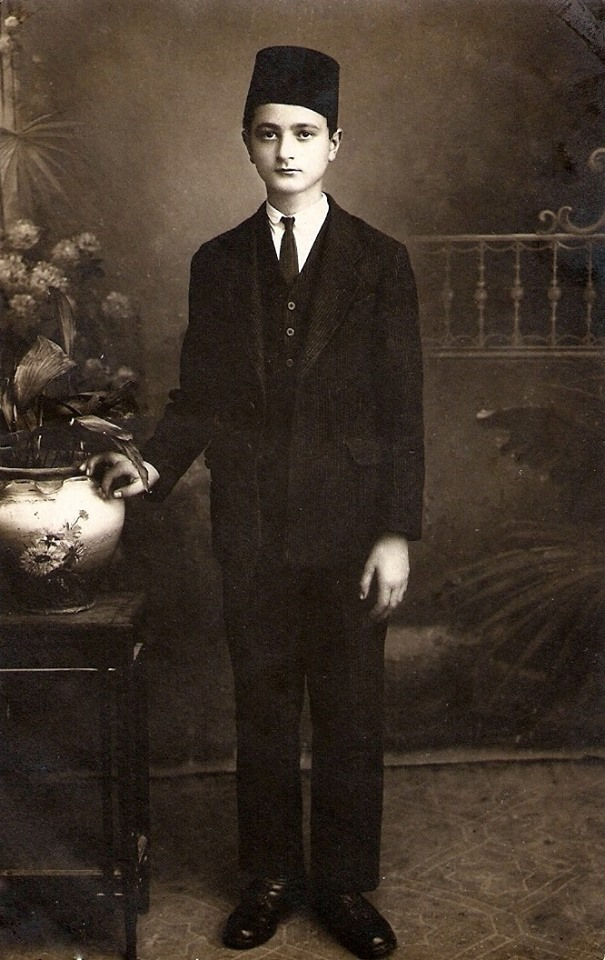
Jugendzeit in İzmir

Als Sohn des Ehepaares Mehmet Celal (Mathematiklehrer) und Zeynep Seniha kam Ahmed Adnan 1907 nach seiner Schwester Nebile als zweites Kind in İzmir zur Welt.
In der Familie gab es keine Musiker, jedoch war der Vater aktives Mitglied im Mevlevi-Orden und nahm als Zeremonienmeister am Zikr teil, ein Umstand, der auch den jungen Adnan lebenslang prägen sollte. In der Mittelschule Ittihad ve Terakki Nümune Sultanisi wurde er in Gesang und Klavier unterrichtet, die Schule besaß für türkische Verhältnisse unüblich einen eigenen Chor (worauf seine späteren choralen Werke fußen). Von dem Musiklehrer Ismail Zühdü erhielt er in dieser Schule grundlegenden Klavierunterricht, den er mit dem turko-ungarischstämmigen Lehrer Macar Tevfik fortsetzen sollte (später sollte dieser die rumänische Königin Elisabeth zu Wied unterrichten). Parallel zu dem Unterricht in der Mittelschule entwickelte sich das Interesse für das Komponieren, für das er französischsprachige Artikel aus der Bibliothek seines Vaters (der Vater gründete die städtische Bibliothek İzmirs) ins Türkische übersetzte, u. a. Artikel von Salomon Jadassohn und Ernst Friedrich Richter. Nach Abschluss der Schule versuchte er sich als Buchwarenhändler und Pianist im Stummfilmtheater İzmirs.
Einen wichtigen Karrieresprung für den klassikbegeisterten Arbeitssuchenden stellte die Ankündigung einer musikalischen Revolution hin zu mehrstimmiger westlicher Musik durch den Präsidenten Mustafa Kemal dar, für die im Land dringend Musiklehrer gesucht wurden. So fiel mit dem Untergang des osmanischen Vielvölkerstaats die Palastmusik in Ungnade und die Erschaffung einer dem entgegengerichteten, nationalen Musik auf Basis einer durch westliche Klassik „veredelten“ anatolischen Volksmusik wurde forciert. Ahmed Adnan erhielt eine Lehrstelle als Musiklehrer in İzmir und schaffte es, sich in einem Wettkampf 1928 als Stipendiat zu qualifizieren, wodurch ein Aufenthalt in Europa ermöglicht wurde. Er entschied sich für das Studium an der Schola Cantorum in Paris. Dort wurde er u. a. von Vincent d’Indy in Komposition und von Paul Le Flem in Kontrapunkt unterrichtet, ebenfalls gab es Chor- und Orgelunterricht. Aufgrund seines Talents von den Lehrern ermutigt, schrieb er sein Opus 1 (Divertimento) und reichte es in einem internationalen Wettbewerb im Rahmen der Pariser Kolonialausstellung ein. Das orientalisch anmutende Stück setzte sich durch, ihm war es aber nicht möglich, an der Uraufführung teilzunehmen, weil 1931 sein Stipendium schon abgelaufen war und er – wieder in der Türkei – kein Geld für eine Rückreise auftreiben konnte und sein Vater den Plänen für eine Musikkarriere misstrauisch gegenüberstand.

## Karriere
Einen Ritterschlag erhielt Saygun 1934, als er beauftragt wurde, in nur vier Wochen für den Staatsbesuch des iranischen Schahs Reza Schah Pahlavi in Ankara ein türkischsprachiges Singspiel anzufertigen; die Thematik auf Basis des berühmten Werks Schahname Firdausis wurde vom Präsidenten Mustafa Kemal persönlich vorgegeben. Beeindruckt von seinem Können ließ ihn Mustafa Kemal zum Leiter des präsidentialen Orchesters (Riyaset-i Cumhur Filarmoni Orkestrasi) ernennen, wobei er diese Stelle aber als junger Emporkömmling nur für eine kurze Zeit ausüben konnte, da er das Amt – seiner Meinung nach aufgrund von Intrigen – wieder verlor und die durch ihn repräsentierte „französische Schule“ der Klassik im Wettkampf um die Bestimmung der musikpolitischen Zukunft der Türkei gegen den zunehmenden Einfluss der deutschen Schule unterlag, wobei andere behaupteten, es sei an seinem kleinlich-perfektionistischen Charakter gescheitert. Mit verschiedenen Lehraufträgen betraut (er leitete die Musikerziehungsabteilung der Halkevi-Bildungsinstitutionen) verschwand er aus dem Rampenlicht. In dieser Zeit lernte er seine ungarische Partnerin Irene Savaks kennen und heiratete sie. In diese Zeit fällt auch die bedeutsame, von Béla Bartók initiierte musikethnologische Expedition ins anatolische Inland, bei der er Bartók assistierte. Diese Reise hat den Stil des postromantisch ausgerichteten Saygun stark beeinflusst, weshalb er auch aufgrund des gleichen musikalischen Ansatzes „türkischer Bartók“ oder „türkischer Szymanowski“ genannt wird.
Eine Rehabilitierung feierte er mit dem Oratorium für Yunus Emre im Jahr 1951, das auf der humanistischen Interpretation des anatolischen Dichters Yunus Emre aufbaut. Das Werk erregte sowohl national als auch international Aufmerksamkeit und wurde vielfach in mehrere Sprachen übersetzt und aufgeführt. 1959 wurde es in New York unter der Leitung Leopold Stokowskis zum Jahrestag der UN-Gründung aufgeführt. Im gleichen Jahr erhielt er die Jean-Sibelius-Medaille, deren Vergabe dieser Komponist kurz vor seinem Tod ausdrücklich begrüßte. Nach diesem Höhepunkt seiner Karriere folgte eine Phase der Niedergeschlagenheit, bei der er jedoch produktiv blieb. In diese reife Phase nach 1952 fallen u. a. seine drei hauptsächlichen Opernwerke Kerem, Köroğlu und Gılgameş, seine fünf Symphonien, seine beiden Konzerte für Klavier und Orchester (Op. 44 und Op. 71), sein Konzert für Bratsche und Orchester (Op. 59) und das Cellokonzert (Op. 74), welche besonders hervorstechen.

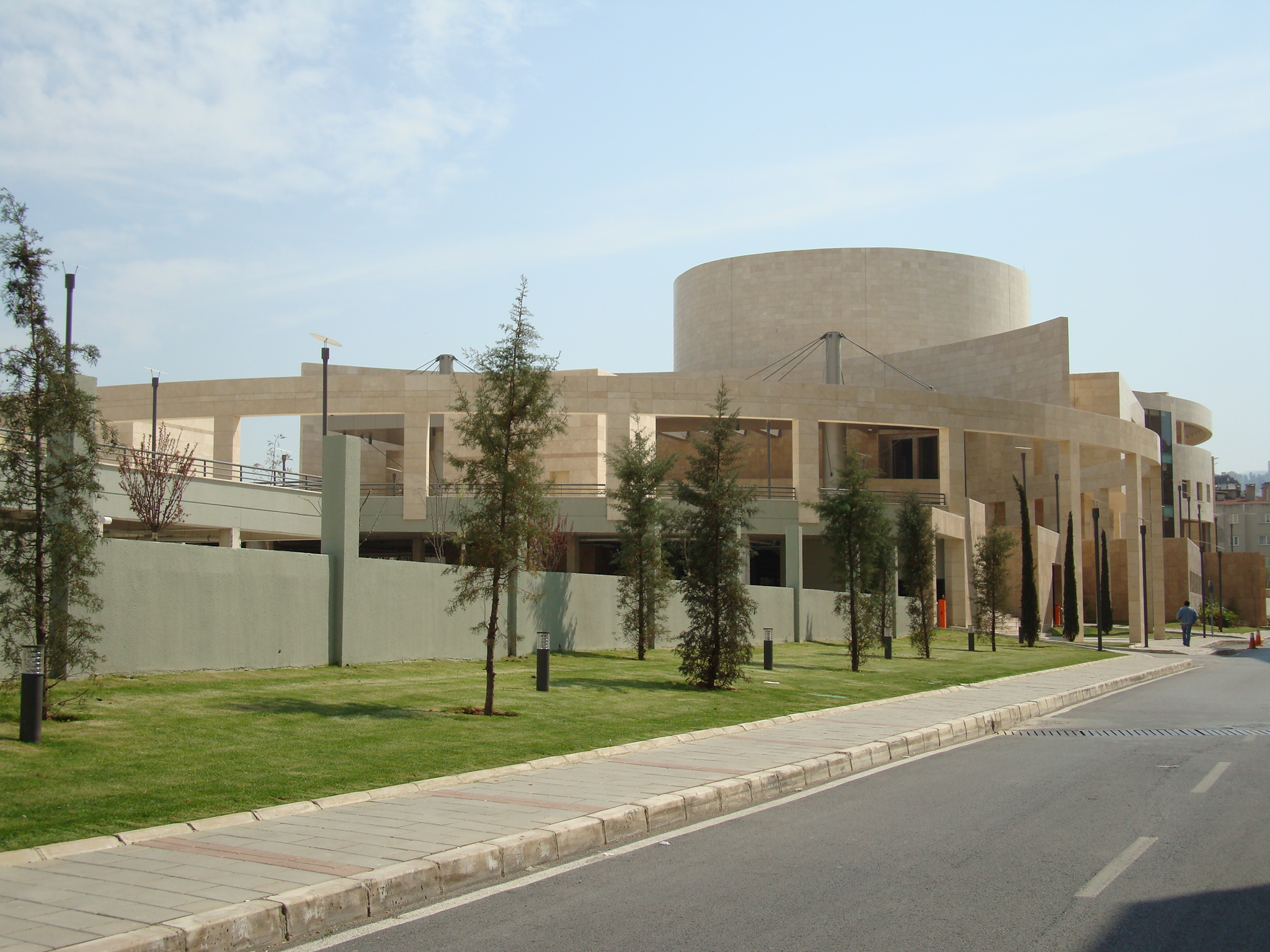
Das nach ihm benannte Kulturzentrum Ahmed Adnan Saygun Sanat Merkezi in İzmir

Fehlende Anerkennung von staatlicher und gesellschaftlicher Seite (so wurde ein Angebot Stokowskis, sein Werk Yunus Emre in der Hagia Sophia aufzuführen, von Bürokraten torpediert) ließ ihn enttäuscht zurück. Die goldenen Jahre der Förderung von klassischer Musik aufgrund konservativerer Regierungen waren vergangen, so dass auch die Ernennung zum „Staatskünstler“ im Jahr 1972 ihn kalt ließ. Er wurde im gleichen Jahr von seiner Stelle als Lehrbeauftragter des Konservatoriums in Ankara pensioniert und zog nach İstanbul, wo er am dortigen Konservatorium bis zu seinem Tod weiterlehrte. Zeitlebens war er mit der Ausbildung von Musiklehrern beschäftigt. Zu seinen Schülerinnen gehört Gülsin Onay, der er sein zweites Klavierkonzert (Op. 71) widmete. 
Die letzten zwei Lebensjahre waren gekennzeichnet durch körperliches Gebrechen und schwindendes Augenlicht. Er verstarb 1991 in seiner Wohnung in İstanbul und wurde am Friedhof Zincirlikuyu bestattet. 
Einen Monat nach seinem Tod wurde sein vorher abgesagtes Werk Oratorium für Yunus Emre trotz islamistischer Proteste in der Hagia Sophia aufgeführt.
Um Nachlass und Forschungen kümmert sich die Bilkent-Universität. In seiner Heimatstadt İzmir wurde das Kulturzentrum mit Konzerthalle Ahmed Adnan Saygun Sanat Merkezi (AASSM) ihm zu Ehren benannt.

## Werke
- Op. 1, Divertimento für Orchester, 1930
- Op. 2, Suite für Klavier, 1931
- Op. 3, Ağıtlar (Laments) I für Solotenor und Männerchor, 1932
- Op. 4, Intuition für zwei Klarinetten, 1933
- Op. 5, Manastır Türküsü für Chor und Orchester, 1933
- Op. 6, Lied für Kızılırmak für Sopran und Orchester, 1933
- Op. 7, Çoban Armağanı für Chor, 1933
- Op. 8, Musik für Klarinette, Saxofon, Klavier und Schlagzeug, 1933
- Op. 9, Özsoy, Oper, 1934
- Op. 10, İnci’s Buch für Klavier, 1934
- Op. 11, Taş bebek, Oper, 1934
- Op. 12, Sonate für Violoncello und Klavier, 1935
- Op. 13, Sihir Raksı für Orchester, 1934
- Op. 14, Suite für Orchester, 1936
- Op. 15, Sonatine für Klavier, 1938
- Op. 16, Märchen für Stimme und Orchester, 1940
- Op. 17, Ein Waldmärchen, Ballettmusik für Orchester, 1943
- Op. 18, Dağlardan Ovalardan für Chor, 1939
- Op. 19, Kantate im alten Stil, 1941
- Op. 20, Sonate für Violine und Klavier, 1941
- Op. 21, Aus den vergangenen Minuten für Stimme und Orchester, 1941
- Op. 22, Bir tutam keklik für Chor, 1943
- Op. 23, Drei Lieder für Bass und Klavier, 1945
- Op. 24, Halay für Orchester, 1943
- Op. 25, Aus Anatolien für Klavier, 1945
- Op. 26, Yunus Emre, Oratorium, 1942
- Op. 27, Streichquartett Nr. 1, 1942
- Op. 28, Kerem, Oper, 1952
- Op. 29, 1. Sinfonie, 1953
- Op. 30, 2. Sinfonie, 1958
- Op. 31, Partita für Violoncello solo, 1954
- Op. 32, Drei Balladen für Stimme und Klavier, 1955
- Op. 33, Strauß für Violine und Klavier, 1955
- Op. 34, Konzert für Klavier und Orchester Nr. 1, 1958
- Op. 35, Streichquartett Nr. 2, 1957
- Op. 36, Partita für Violine Solo, 1961
- Op. 37, Trio für Oboe, Klarinette und Harfe, 1966
- Op. 38, 10 Etüden über den Aksak-Rhythmus für Klavier, 1964
- Op. 39, 3. Sinfonie, 1960
- Op. 40, Modal Solfeggio, 1967
- Op. 41, 10 Volkslieder für Bass und Orchester, 1968
- Op. 42, Empfindungen für 3 Frauenstimmen, 1935
- Op. 43, Streichquartett Nr. 3, 1966
- Op. 44, Konzert für Violine und Orchester, 1967
- Op. 45, 12 Präludien über den Aksak-Rhythmus für Klavier, 1967
- Op. 46, Quintett für Blasinstrumente, 1968
- Op. 47, 15 Stücke über den Aksak-Rhythmus für Klavier, 1967
- Op. 48, Vier Lieder für Stimme und Klavier (Bearbeitung für Orchester), 1977
- Op. 49, Dictum für Streichorchester, 1970
- Op. 50, Drei Präludien für zwei Harfen, 1971
- Op. 51, Kleine Dinge für Klavier, 1956
- Op. 52, Köroğlu, Oper, 1973
- Op. 53, 4. Sinfonie, 1974
- Op. 54, Ağıtlar (Laments) II für Solotenor und Männerchor, 1974
- Op. 55, Trio für Klarinette, Oboe und Klavier, 1975
- Op. 56, Ballade für zwei Klaviere, 1975
- Op. 57, Ayin Raksı für Orchester, 1975
- Op. 58: 10 Skizzen über den Aksak-Rhythmus für Klavier, 1976
- Op. 59, Konzert für Bratsche und Orchester, 1977
- Op. 60, Die Wörter über den Menschen I für Stimme und Klavier, 1977
- Op. 61, Die Wörter über den Menschen II für Stimme und Klavier, 1977
- Op. 62, Kammerkonzert für Streichinstrumente, 1978
- Op. 63, Die Wörter über den Menschen III für Stimme und Klavier, 1983
- Op. 64, Die Wörter über den Menschen IV für Stimme und Klavier, 1978
- Op. 65, Gılgameş, Oper, 1962–1983
- Op. 66, Die Wörter über den Menschen V für Stimme und Klavier, 1979
- Op. 67, Epos über Atatürk und Anatolien für Solisten, Chor und Orchester, 1981
- Op. 68, Lieder für vier Harfen, 1983
- Op. 69, Die Wörter über den Menschen VI für Stimme und Klavier, 1984
- Op. 70, 5. Sinfonie, 1985
- Op. 71, Konzert für Klavier und Orchester Nr. 2, 1985
- Op. 72, Orchestervariationen, 1985
- Op. 73, Poem für zwei Klaviere, 1986
- Op. 74, Konzert für Violoncello und Klavier, 1987
- Op. 75, Mythos der Taube, Ballettmusik für Orchester, 1989

## Auszeichnungen
- 1957: Ordine della Stella della Solidarietà Italiana (Großoffizier)[3]